# Asemonea trispila
Asemonea trispila is een spinnensoort in de taxonomische indeling van de springspinnen (Salticidae).
Het dier behoort tot het geslacht Asemonea. De wetenschappelijke naam van de soort werd voor het eerst geldig gepubliceerd in 2006 door Guo Tang, Chang-Min Yin & Peng.